# Келлер, Даниэль
Даниэль Келлер (фр. Daniel Keller; род. в 1959 году) — французский общественный деятель и предприниматель. Великий мастер Великого востока Франции с 2013 по 2016 год.

## Биография

### Образование и начало карьеры
Выпускник Высшей нормальной школы в Париже и Высшей школы социальных наук в Париже. Преподавал социологию в Университете Экс-ан-Прованса. С 1994 года работал в министерстве экономики и финансов Франции.

### Карьера в бизнесе
В 2000 году он перешёл на работу в Департамент продаж Renault Group в дирекцию продаж во Франции и за рубежом. С 2010 года он генеральный директор группы Renault-Dacia NEP-Car.

### Общественная деятельность
В апреле 2011 года он стал первым президентом ассоциации Fontenay-Laïcité, которая направлена на защиту светского государства против какого-либо давления коммунитаризма в Фонтене-су-Буа.
С 22 апреля 2014 года — член Национальной консультативной комиссии по правам человека.
Масонская деятельность
В масонстве с 1996 года. Член парижской ложи «Vérité — Ni Dieu Ni Maître».
С августа 2013 года — великий мастер Великого востока Франции. Избран на конвенте проходившим в Ницце 29-31 августа 2013 года. За него отдано 22 голоса, против 13.

## Награды
- Кавалер ордена Почётного легиона (18 апреля 2014 года)[7].